# Шрек (поредица)
Вижте пояснителната страница за други значения на Шрек.
„Шрек“ (на английски: Shrek) е американска компютърно-анимационна филмова поредица, по идея на DreamWorks Animation, разпространявана от Paramount Pictures. Първият епизод на филма е „Шрек“. „Шрек“ постига сериозен финансов успех, поради което е последван от две продължения – „Шрек 2“ (на английски: Shrek 2) през 2004 г. и „Шрек Трети“ (на английски: Shrek The Third) през 2007 г. През май 2010 г. излиза заключителният четвърти филм от поредицата. Поредицата се режисира от Андрю Адамсън, Крис Милър и Майк Мичъл. Гласът на главния герой Шрек е на Майк Майърс. Българският дублаж през 2001 – 2007 г. е от Кръстю Лафазанов, а през 2010 г. е от Йордан Господинов-Дачко.

## Герои и участие
| Герой             | Филм                                 | Съпътстващи дейности                      | Озвучен от                                    | Озвучен на български от                                                   |
| ----------------- | ------------------------------------ | ----------------------------------------- | --------------------------------------------- | ------------------------------------------------------------------------- |
| Шрек              | Шрек Шрек 2 Шрек Трети Шрек завинаги | Блатната Коледа на Шрек                   | Майк Майърс                                   | Кръстю Лафазанов Йордан Господинов-Дачко Георги Георгиев-Гого Емил Емилов |
| Магаре            | Шрек Шрек 2 Шрек Трети Шрек завинаги | Блатната Коледа на Шрек                   | Еди Мърфи                                     | Тодор Николов Явор Караиванов                                             |
| Фиона             | Шрек Шрек 2 Шрек Трети Шрек завинаги | Блатната Коледа на Шрек                   | Камерън Диас                                  | Ася Рачева                                                                |
| Пух               | Шрек 2 Шрек Трети Шрек завинаги      | Блатната Коледа на Шрек Котаракът в чизми | Антонио Бандерас                              | Стоян Алексиев Петър Бонев                                                |
| Пинокио           | Шрек Шрек 2 Шрек Трети Шрек завинаги | Блатната Коледа на Шрек                   | Коуди Камерън                                 | Даниел Ангелов Явор Караиванов                                            |
| Джинджи           | Шрек Шрек 2 Шрек Трети Шрек завинаги | Блатната Коледа на Шрек                   | Конрад Върнън                                 | Анатолий Божинов Явор Караиванов                                          |
| Трите прасета     | Шрек Шрек 2 Шрек Трети Шрек завинаги | Блатната Коледа на Шрек                   | Коуди Камерън                                 | Цанко Тасев Явор Караиванов                                               |
| Трите мишки       | Шрек Шрек 2 Шрек Трети Шрек завинаги | Блатната Коледа на Шрек                   | Майк Майърс Саймън Джей Смит Кристофър Кнайтс | Всички гласове                                                            |
| Румпелстилтскин   | Шрек Трети Шрек завинаги             | Споменава само                            | Конрад Върнън Уолт Дорн                       | Георги Спасов Петър Бонев                                                 |
| Принц Славен      | Шрек 2 Шрек Трети                    | Споменава само                            | Рупърт Еверет                                 | Симеон Владов Александър Митрев Петър Бонев                               |
| Лорд Фаркуад      | Шрек                                 | Споменава само                            | Джон Литгоу                                   | Веселин Калановски                                                        |
| Рапунцел          | Шрек Трети                           | Споменава само                            | Мая Рудолф                                    | Антоанета Георгиева Ася Рачева                                            |
| Пепеляшка         | Шрек Трети                           | Споменава само                            | Ейми Седарис                                  | Лина Шишкова Ася Рачева                                                   |
| Спящата красавица | Шрек Трети                           | Споменава само                            | Чери Отери                                    | Цветослава Симеонова Василка Сугарева                                     |
| Снежанка          | Шрек Трети                           | Споменава само                            | Ейми Поулер                                   | Вилма Карталска Василка Сугарева                                          |
| Капитан Хук       | Шрек Трети Шрек 2                    | Споменава само                            | Том Уейтс Иън Макшейн                         | Стефан Сърчаджиев Явор Караиванов                                         |
| Дорис             | Шрек Трети Шрек 2                    | Споменава само                            | Лари Кинг Джонатан Росс                       | Георги Тодоров Георги Спасов Емил Емилов                                  |
| Мейбъл            | Шрек Трети                           | Споменава само                            | Реджис Филбин                                 | Георги Спасов Емил Емилов                                                 |

## „Шрек“ (2001)
Филмът „Шрек“ (на английски: Shrek) е базиран на книгата с приказки от 1990 г. Shrek! на Уилям Стийг. Това е първият филм, спечелил „Оскар“ за най-добър анимационен филм – категория, въведена през 2001 г. Той проследява приключенията на Шрек – голямо, силно, сприхаво и самотно огре (в българското озвучаване терминът „огре“ е преведен като „чудовище“), красивата, но твърде самонадеяна принцеса Фиона (Камерън Диас), приказливото Магаре (Еди Мърфи) и злия Лорд Фаркуод (Джон Литгоу).

### Синхронен дублаж
| Роля           | Изпълнител         |
| -------------- | ------------------ |
| Шрек           | Кръстю Лафазанов   |
| Магарето       | Тодор Николов      |
| Принцеса Фиона | Ася Рачева         |
| Лорд Фаркуод   | Веселин Калановски |
| Робин Худ      | Мирослав Цветанов  |
| Капитан        | Атанас Бончев      |
| Огледало       | Мариан Маринов     |

### Допълнителни гласове
| Василка Сугарева  |
| Атанас Бончев     |
| Мариан Маринов    |
| Мирослав Цветанов |
| Тодор Николов     |

### Екип
| Обработка                       | Александра Аудио                        |
| ------------------------------- | --------------------------------------- |
| Режисьор на дублажа             | Василка Сугарева                        |
| Превод                          | Христо Христов                          |
| Музикален режисьор              | Десислава Софранова                     |
| Български текст на песните      | Десислава Софранова Цветомира Михайлова |
| Тонрежисьори                    | Николай Вътов Стамен Янев               |
| Постпродукция и мастеринг       | Виктор Стоянов Стамен Янев              |
| Видеомонтаж и надписи           | Красимир Геновски Златомир Златев       |
| Изпълнителен продуцент          | Васил Новаков                           |
| Продуцент на българската версия | Александра Групхолдинг ЕООД             |

## „Шрек 2“ (2004)
„Шрек 2“ (на английски: Shrek 2) е вторият филм от поредицата. Режисиран е от Кели Асбъри, Конрад Върнън и Андрю Адамсън. Продуциран е от Джон Х. Уилямс, Арон Уорнър и Дейвид Липман. Филмът е озвучен с гласовете на Антонио Бандерас, Дженифър Сондърс, Лари Кинг, Майк Майърс, Еди Мърфи, Камерън Диас, Джули Андрюс, Рупърт Еверет, Андрю Адамсън, Джон Клийз и др. На български език се озвучава от актьорите на Александра Аудио от Ася Рачева, Кръстю Лафазанов, Тодор Николов, а в дублажа на bTV от Ася Рачева, Гергана Стоянова, Даниела Йорданова, Симеон Владов, Георги Георгиев-Гого и Любомир Младенов.

### Озвучаващи артисти
| Роля            | Изпълнител                                      |
| --------------- | ----------------------------------------------- |
| Шрек            | Кръстю Лафазанов                                |
| Магаре          | Тодор Николов                                   |
| принцеса Фиона  | Ася Рачева                                      |
| Пух             | Стоян Алексиев                                  |
| Феята кръстница | Надя Топалова (диалог) Василка Сугарева (вокал) |
| принц Чаровник  | Симеон Владов                                   |
| крал Харолд     | Николай Пърлев                                  |
| кралица Лилиан  | Наталия Бардская                                |

### Допълнителни дубльори
| Анатолий Божинов |
| Даниел Ангелов   |
| Ирина Маринова   |
| Здрава Каменова  |
| Ненчо Балабанов  |
| Георги Тодоров   |

### Екип
| Обработка                            | Александра Аудио            |
| ------------------------------------ | --------------------------- |
| Режисьор на дублажа                  | Десислава Софранова         |
| Превод                               | Христо Христов              |
| Музикален режисьор Превод на песните | Дияна Илиева-Парцалева      |
| Изпълнителен продуцент               | Васил Новаков               |
| Продуцент на българската версия      | АЛЕКСАНДРА ГРУПХОЛДИНГ ЕООД |

## „Шрек 3“ (2007)
„Шрек Трети“ или „Шрек 3“ (на английски: Shrek The Third) е третият филм от поредицата. Излиза на екран на 18 май 2007 г.

### Озвучаващи артисти
| Роля              | Изпълнител         | Български изпълнител |
| ----------------- | ------------------ | -------------------- |
| Шрек              | Майк Майърс        | Кръстю Лафазанов     |
| Фиона             | Камерън Диас       | Ася Рачева           |
| Магаре            | Еди Мърфи          | Тодор Николов        |
| Принц Славен      | Рупърт Еверет      | Александър Митрев    |
| Пух               | Антонио Бандерас   | Стоян Алексиев       |
| Пинокио           | Коуди Камерън      | Даниел Ангелов       |
| Кралица Лилиан    | Джули Андрюс       | Наталия Бардская     |
| Крал Харолд       | Джон Клийз         | Николай Пърлев       |
| Арти              | Джъстин Тимбърлейк | Здравко Стайков      |
| Джинджи           | Конрад Върнън      | Анатолий Божинов     |
| Мерлин            | Ерик Айдъл         | Здравко Димитров     |
| Ланселот          | Джон Кранински     | Ненчо Балабанов      |
| Мейбъл            | Лари Кинг          | Георги Спасов        |
| Дорис             | Реджис Филбин      | Георги Тодоров       |
| Рапунцел          | Мая Рудолф         | Антоанета Георгиева  |
| Спящата красавица | Чери Отери         | Цветослава Симеонова |
| Снежанка          | Ейми Поулер        | Вилма Карталска      |

### Допълнителни гласове
| Ани Дангова         |
| Лина Шишкова        |
| Цанко Тасев         |
| Сивина Сивинова     |
| Орлин Павлов        |
| Петър Върбанов      |
| Васил Вълков        |
| Десислава Софранова |
| Диян Русев          |
| Таня Михайлова      |
| Поликсена Костова   |
| Стефан Сърчаджиев   |
| Камен Асенов        |

### Екип
| Обработка                                               | Александра Аудио    |
| ------------------------------------------------------- | ------------------- |
| Режисьор на дублажа Музикален режисьор Текст на песните | Десислава Софранова |
| Превод                                                  | Христо Христов      |
| Изпълнителен продуцент                                  | Васил Новаков       |

## „Шрек завинаги“ (2010)
„Шрек завинаги“ или „Шрек 4“ (на английски: Shrek Forever After) е четвъртият и последен филм за героя. Излиза на екран на 20 май 2010 г. Сценаристи са Джон Клауснер и Дарън Лемке, режисьор – Майк Мичъл. Основните герои са озвучени от актьорите, озвучавали ги и в предните филми. Сюжетът на анимацията е обявен на 23 февруари 2009 г. Филмът е предназначен за 3D-киносалони, поддържащи формати като IMAX, Dolby 3D, RealD Cinema.

### Озвучаващи артисти
| Роля                                       | Изпълнител              |
| ------------------------------------------ | ----------------------- |
| Шрек                                       | Йордан Господинов-Дачко |
| Ръмпелстилтскин                            | Георги Спасов           |
| Магаре                                     | Тодор Николов           |
| Фиона                                      | Ася Рачева              |
| Пух                                        | Стоян Алексиев          |
| Крал Харолд                                | Николай Пърлев          |
| Кралица Лилиан Жоржет Клетогретел Гризелда | Светлана Смолева        |
| Джинджи                                    | Анатолий Божинов        |
| Брогън                                     | Стоян Цветков           |
| Сладкиш Редник Джами Лемке                 | Петър Калчев            |
| Пинокио                                    | Даниел Ангелов          |
| Мамин Златен                               | Живко Джуранов          |
| Амбър                                      | Милица Георгиева        |
| Пекаря                                     | Цанко Тасев             |
| Вълка                                      | Атанас Сребрев          |

### Допълнителни дубльори
| Илия Иванов        |
| Анатолий Божинов   |
| Анна-Мария Върбани |
| Атанас Сребрев     |
| Константин Лунгов  |
| Косара Стоянова    |
| Малена Шишкова     |
| Милица Георгиева   |
| Нео Куртев         |
| Петър Калчев       |
| Петя Арнаудова     |
| Светлана Смолева   |
| Сияна Стоянова     |
| Стоян Цветков      |
| Цанко Тасев        |

### Екип
| Обработка                                               | Александра Аудио    |
| ------------------------------------------------------- | ------------------- |
| Режисьор на дублажа Музикален режисьор Текст на песните | Десислава Софранова |
| Превод                                                  | Христо Христов      |
| Тонрежисьор                                             | Петър Костов        |
| Изпълнителен продуцент                                  | Васил Новаков       |

## Съпътстващи продукции

### „Блатната Коледа на Шрек“ (2007)
„Блатната Коледа на Шрек“ (на английски: Shrek Forever After) е специален компютърен-анимационен филм, излъчен от Ей Би Си на 28 ноември 2007 г. В България е излъчен по bTV на 25 декември 2007 г.

#### Озвучаващи артисти
| Роля    | Изпълнител       |
| ------- | ---------------- |
| Шрек    | Кръстю Лафазанов |
| Магаре  | Тодор Николов    |
| Фиона   | Ася Рачева       |
| Пух     | Стоян Алексиев   |
| Джинджи | Анатолий Божинов |

#### Допълнителни дубльори
| Цанко Тасев          |
| Христо Бонин         |
| Камен Асенов         |
| Симона Нанова        |
| Василка Сугарева     |
| Даниел Ангелов       |
| Цветослава Симеонова |

#### Екип
| Обработка       | Александра Аудио    |
| --------------- | ------------------- |
| Режисьор диалог | Василка Сугарева    |
| Превод          | Христо Христов      |
| Адаптация       | Христо Христов      |
| Преводач вокали | Десислава Софранова |

### „Котаракът в чизми“ (2011)
„Котаракът в чизми“ (на английски: Puss in Boots) е компютърно-анимационен филм от 2011 г. Режисьор е Крис Милър. Продуцент е Джо Агилар и Латифа Уау. Сценаристи са Брайън Линч, Дейвид Стейнберг, Том Уелер, Джон Зак. Базиран е върху едноименната книга на Шарл Перо. Създаден е от DreamWorks Animation и Paramount Pictures.